# Poeciliopsis monacha
Poeciliopsis monacha, tên thông thường là headwater livebearer, là một loài cá nước ngọt thuộc chi Poeciliopsis trong họ Cá khổng tước. Loài này được mô tả lần đầu tiên vào năm 1960.

## Từ nguyên
Trong tiếng Latinh, danh pháp của loài cá này (monacha) có nghĩa là "đơn độc", ám chỉ phạm vi phân bố cô lập và hạn chế của chúng vào thời điểm được phát hiện, ban đầu chỉ được quan sát ở một vài con suối nhỏ.

## Phân bố và môi trường sống
P. monacha có phạm vi phân bố ở Bắc Mỹ. Đây là một loài đặc hữu của Mexico, được tìm thấy ở thượng nguồn và các nhánh phụ lưu của sông Mayo, Fuerte và Sinaloa. Loài cá này sống ở những vùng nước trong với dòng chảy khá chậm, đáy là đá, cát, bùn hoặc sỏi.
Một số nguồn nước trong phạm vi của P. monacha trở nên khô cạn vào mùa hè và đóng băng vào mùa đông, vì vậy P. monacha phải cố gắng sinh tồn trong điều kiện khắc nghiệt của môi trường. Một số ao hồ có lượng oxy rất thấp, và sự thiếu hụt oxy trở nên trầm trọng hơn vào ban đêm do thiếu oxy được tạo ra từ quá trình quang hợp của thực vật; không những thế, nồng độ oxy thường thấp hơn ở tầng đáy, nơi mà P. monacha kiếm ăn. Trong trường hợp này, các loài cá sẽ bơi gần lên gần mặt nước để tiếp nhận oxy từ trong không khí. Điều kiện môi trường đã gây ra sự suy giảm quần thể nghiêm trọng đối với loài P. monacha, vì thế mà P. monacha đã được xếp vào Loài nguy cấp.

## Sinh thái học
Poeciliopsis lucida, một loài họ hàng với P. monacha, được tìm thấy ở hạ lưu các con sông thuộc Tây Bắc Mexico, và cũng là nơi mà P. monacha sinh sống. Tại đó, hai loài này lai tạp với nhau. Tuy nhiên, những cá thể đực thống trị của loài P. lucida lại có xu hướng giao phối với những cá thể cái đồng loại, còn những con cá đực cấp dưới sẽ có xu hướng giao phối với cá cái của loài P. monacha. Con lai của P. monacha và P. lucida được gọi là P. monacha-lucida (Schultz, 1969), và được quan sát ở khắp vùng hạ lưu của sông Fuerte, Sinaloa và Mocorito.
Khi một cá thể P. lucida đực giao phối với một cá thể P. monacha cái, con lai sinh ra mang thể lưỡng bội và tất cả đều là cá cái. Tính trạng toàn cái như vậy là kết quả của quá trình phối sinh (hybridogenesis), một phương thức sinh sản ở các loài là con lai (thường là con cái). Và nếu một con P. lucida đực giao phối với những con cá cái này (tức con lai P. monacha-lucida), con lai sinh ra cũng đều là cá cái nhưng lại mang thể tam bội.
Cá cái của loài P. monacha có tính ăn thịt đồng loại cao, trái ngược hoàn toàn so với cá cái của P. lucida. Chính vì thế, cá con của P. monacha luôn bơi gần đáy để lẩn trốn cá mẹ, trong khi đó, cá con của P. lucida lại bơi tự do xung quanh mẹ của chúng. Phép lai giữa hai loài cá này đã làm giảm đi tính ăn thịt đồng loại ở các đời con lai của chúng.

## Mô tả
P. monacha có chiều dài cơ thể tối đa được ghi nhận là 5,7 cm.